# Kościół Wniebowzięcia Najświętszej Maryi Panny w Großgmain
Kościół Wniebowzięcia Najświętszej Maryi Panny – rzymskokatolicki kościół parafialny we wsi Großgmain, w Austrii, 120 metrów od granicy z Niemcami. Pełni funkcję sanktuarium maryjnego.

## Historia
Kościół został po raz pierwszy wspomniany w 1136 roku. W 1400 roku do świątyni trafia kamienna figura Matki Bożej. Została ona koronowana w roku 1495. W 1499 wzniesiono gotyckie retabulum. W 1693 na placu przed kościołem ustawiono fontannę z figurą Maryi. W 1712 roku retabulum zostało zastąpione barokowym ołtarzem. W 1731 kościół został przebudowany na barokowy. W  1807 roku ustanowiono parafię. W 1845 Ludwig Moser zbudował organy dla świątyni, które jeszcze w tym samym roku zostały zamontowane na chórze kościoła. Obiekt został wyremontowany w  1987 roku.

## Galeria

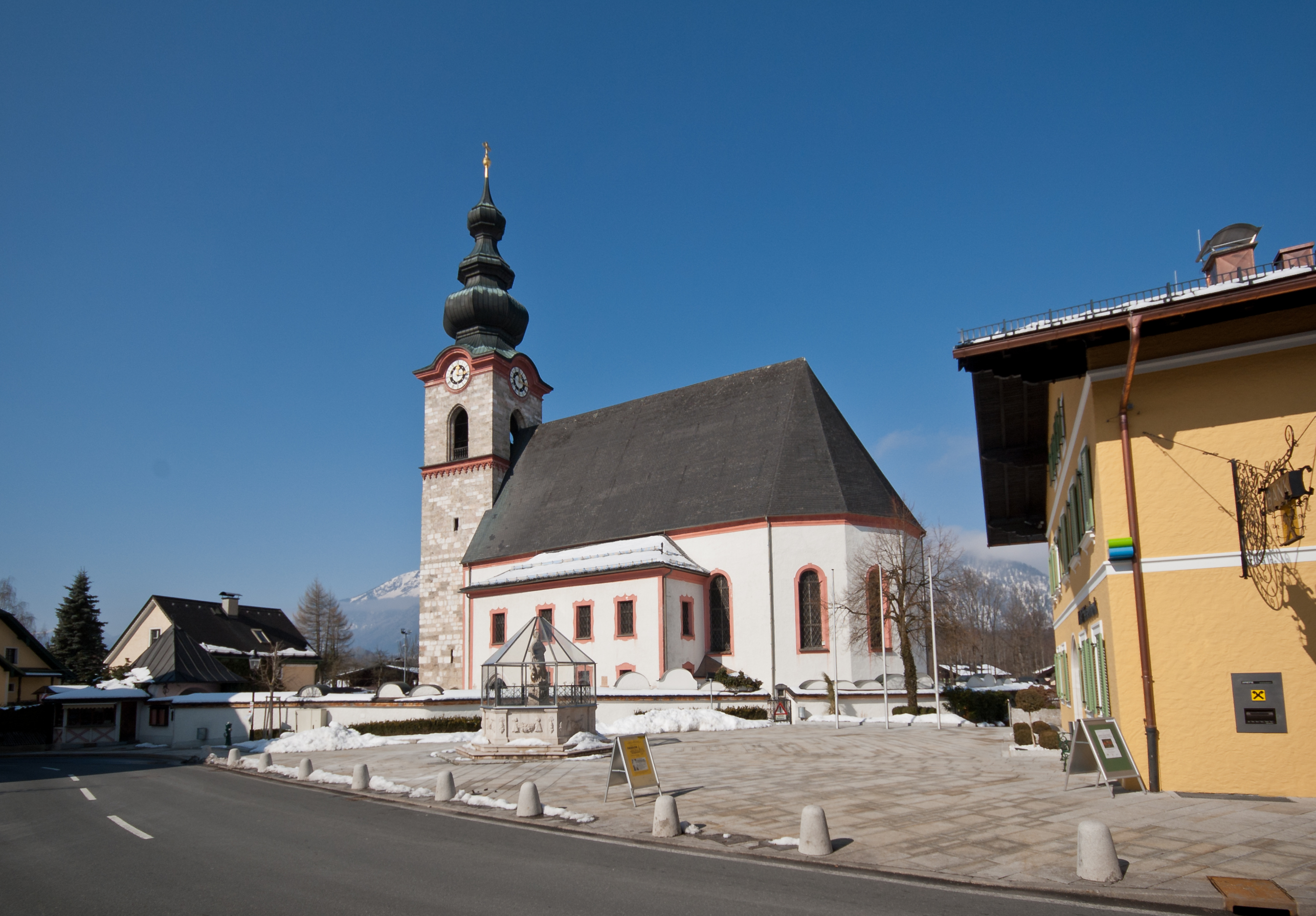
Świątynia zimą
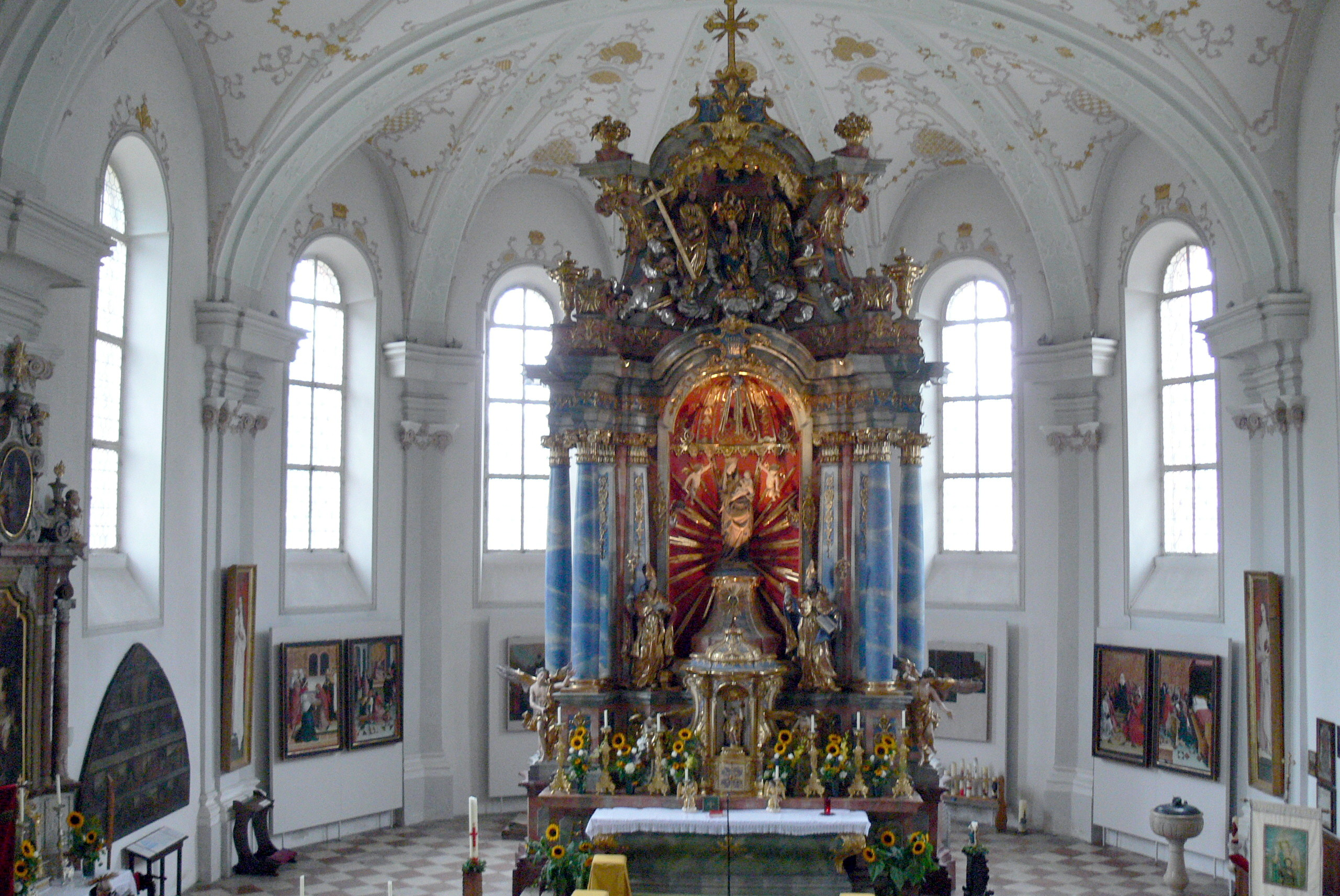
Prezbiterium
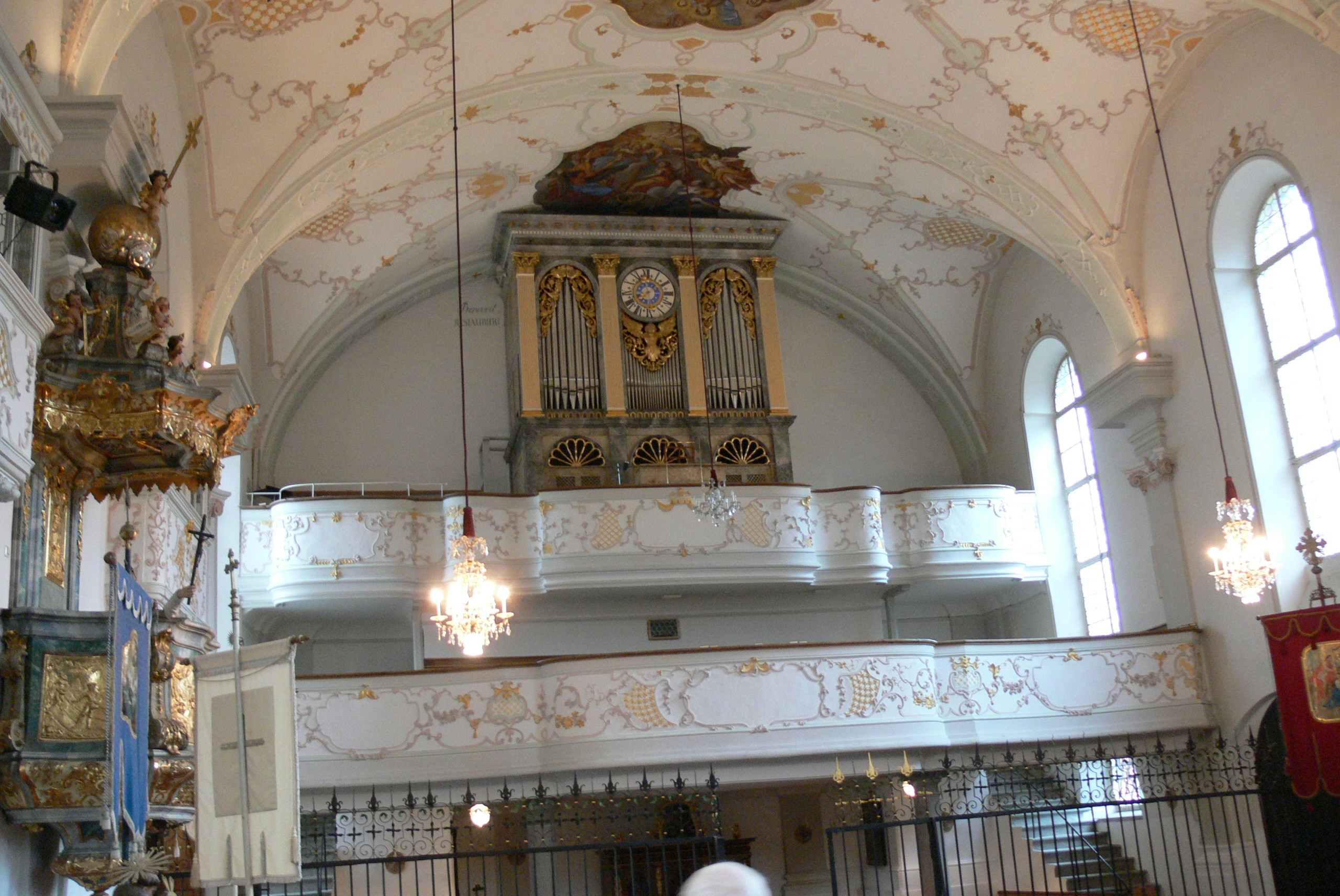
Organy
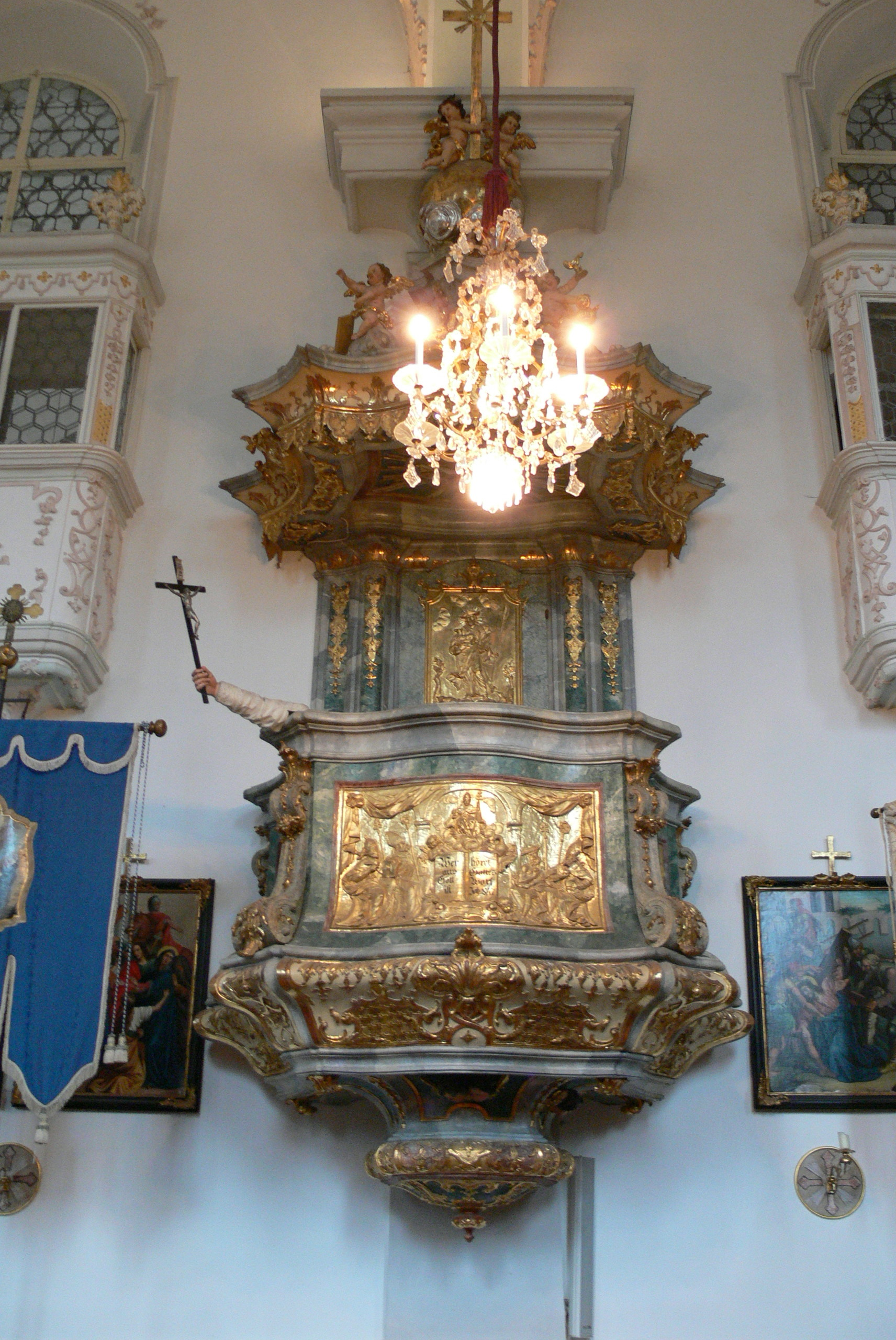
Ambona